# 指囊熊蛛
指囊熊蛛（学名：Arctosa mittensa）为狼蛛科熊蛛属的动物。在中国大陆，分布于福建等地。该物种的模式产地在福建。